# Difesa della Poesia
La Difesa della Poesia (A Defence of Poetry) è un'opera teorico-letteraria di Percy Bysshe Shelley.
Fu composta nel 1821, un anno prima della sua morte. Per questo viene considerata il suo testamento spirituale e costituisce uno dei punti di arrivo dell'estetica etica romantica, di cui rappresenta il lascito. 
Ha al centro del tema il motivo dell'immaginazione, che per Shelley è l'organo della natura morale dell'anima. Lo scritto, a cui Shelley non poté dare una stesura definitiva, si sviluppa come i saggi di Francis Bacon, portando gradualmente alla luce i vari aspetti del tema trattato. 
Insieme a valutazioni storiche e ad analisi diacroniche della poesia, da Omero a Dante a John Milton, ci sono, nello scritto, considerazioni sulla natura del linguaggio, esplorazioni degli effetti individuali e sociali della poesia. 
Ufficio della poesia è quello di fornire una religione dell'umanità, di ravvivare, con la sua azione, l'amore tra i popoli e tra gli individui. Shelley va contro la stolida devozione dei tempi moderni, meccanizzati e industrializzati, opponendo, al senso dell'utile e all'egoismo, un inno che ha un'implicita voce di fratellanza civile. "Il più infallibile araldo, compagno e seguace di un grande popolo che si risveglia perché chiamato ad operare un benefico cambiamento nel pensiero e nelle istituzioni, è la Poesia", scrive alla fine l'autore.
La Difesa della Poesia contiene inoltre una ricchezza ed intensità di immagini che ne fanno non solo un'opera sulla poesia ma anche un'opera di poesia. Il saggio non è solo una riflessione libresca o ancorata ad un certo platonismo, di cui pure è imbevuto, ma respira il battito della sua epoca e contiene "in nuce" tutta una concezione della modernità, quale poi sarà analizzata da Baudelaire e dai simbolisti francesi.

## Edizioni
- Percy Bysshe Shelley, Difesa della poesia, traduzione di Emilio Cecchi, a cura di Anton Ranieri Parra, ETS editore, 2004,  p. 60, ISBN 978-88-467-0741-3.